# Vivianne Härri
Vivianne Härri (* 8. September 1999) ist eine ehemalige Schweizer Skirennfahrerin. Sie war auf die Disziplinen Riesenslalom und Super-G spezialisiert.

## Biografie
Härri stammt aus Giswil im Kanton Obwalden. Im Januar 2016 begann sie als 16-Jährige an FIS-Rennen teilzunehmen, ein Jahr später folgten die ersten Einsätze im Europacup. Der erste Sieg in einem FIS-Rennen gelang ihr im Januar 2018 in Lenk. Im April desselben Jahres gewann sie eher überraschend den Schweizer Meistertitel in der Kombination, mit fast zwei Sekunden Vorsprung auf die Zweitplatzierte. Aufgrund von Verletzungen musste sie den grössten Teil der Saison 2018/19 auslassen, fuhr aber dennoch im Europacup erstmals in die Punkteränge. Im Winter 2019/20 konnte sie sich im Europacup etablieren, und im März 2020 nahm sie an den Junioren-Weltmeisterschaften in Narvik teil, wo Platz 9 im Super-G ihr bestes Ergebnis war.
Im November 2020 errang Härri ihren zweiten Schweizer Meistertitel, diesmal im Riesenslalom. Ihr Debüt im Weltcup hatte sie am 7. März 2021 im Riesenslalom von Jasná, wobei sie im ersten Durchgang ausschied. Am 8. Januar 2022 holte sie mit Platz 27 im Riesenslalom von Kranjska Gora erstmals Weltcuppunkte. Der erste Europacup-Podestplatz gelang ihr eine Woche später im Riesenslalom von Orcières. Zusammen mit zwei weiteren Podestplatzierungen reichte dies für den zweiten Rang in der Disziplinenwertung, womit sie sich für die nächste Saison einen Weltcup-Fixstartplatz sicherte. Ihr bestes Weltcupergebnis war Platz 14 im Riesenslalom von Åre am 11. März 2022. In der Saison 2022/23 blieb Härri in neun Rennen ohne Weltcuppunkte. Nachdem sie auch zu Beginn der Saison 2023/24 punktelos geblieben war, erklärte sie am 18. Januar 2024 ihren sofortigen Rücktritt vom Spitzensport und gab an, dass ihr «Feuer erloschen» sei.

## Erfolge

### Weltcup
- 1 Platzierung unter den besten 20

### Weltcupwertungen
| Saison  | Gesamt | Gesamt | Riesenslalom | Riesenslalom |
| Saison  | Platz  | Punkte | Platz        | Punkte       |
| ------- | ------ | ------ | ------------ | ------------ |
| 2021/22 | 92.    | 29     | 36.          | 29           |

### Europacup
- Saison 2021/22: 2. Riesenslalomwertung
- 4 Podestplätze

### Juniorenweltmeisterschaften
- Narvik 2020: 9. Super-G, 21. Abfahrt, 31. Riesenslalom

### Weitere Erfolge
- 2 Schweizer Meistertitel: Kombination 2018, Riesenslalom 2020
- 2 Siege in FIS-Rennen